# Eagle Lake, Alberta
Eagle Lake är en sjö i Kanada.   Den ligger i provinsen Alberta, i den centrala delen av landet, 2 800 km väster om huvudstaden Ottawa. Eagle Lake ligger 917 meter över havet.
Trakten runt Eagle Lake består till största delen av jordbruksmark. Trakten runt Eagle Lake är nära nog obefolkad, med mindre än två invånare per kvadratkilometer.